# その他製品関連の業界団体の一覧
日本のその他製品関連の業界団体の一覧（そのたせいひんかんれんのぎょうかいだんたいのいちらん）を示す。
その他製品製造業者の親睦などを目的とする団体、技術向上などを行う団体など、多岐にわたる。

## 業界団体一覧
- 日本ホビー協会
- 日本人形協会
- 全国楽器協会
- 日本弦楽器製作者協会
- 日本バイオリン製作研究会
- 日本ジュウリーデザイナー協会
- 日本プラントメンテナンス協会
- 日本カヌー工業会
- 日本かつら工業組合
- 日本釣用品工業会
- 日本衛生設備機器工業会
- 日本環境衛生施設工業会
- 日本記録メディア工業会
- 日本電線工業会
- 日本弗素樹脂工業会
- 全日本文具協会
  - 日本筆記具工業会
    - 日本鉛筆工業協同組合

  - 日本絵具クレヨン工業協同組合
- 鉛筆シャープナー工業会
- 全日本印章業組合連合会
- 日本ファイル・バインダー協会
- ジャパン・ルームアクセサリー協会
- 全国書道用品生産連盟
- 日本保安用品協会
  - 日本安全帽工業会
- 日本保安炎筒工業会
- 日本消火器工業会
- 日本消火装置工業会
- 日本消防放水器具工業会
- 日本消防ポンプ協会
- 全国運動用品商工団体連合会
  - 日本スポーツ用品工業協会
    - 日本ラケット工業協同組合
- スポーツ健康産業団体連合会
- 日本スポーツ振興連盟
- スポーツ用品公正取引協議会
- 日本遊戯銃協同組合
- 日本エアースポーツガン協会
- 日本セーフファニチュア協同組合連合会
- 日本屋外収納ユニット工業会
- 全国避難設備工業会
- 全国消防機器協会
- 全国消防栓標識連合会
- 日本防犯設備協会
- 日本厨房工業会
- 全国魔法瓶工業組合
- 全国畳産業振興会
- キッチン・バス工業会
- 日本シヤッター・ドア協会
- 日本玩具協会
- 日本プラスチック玩具工業協同組合
- 日本ラジコン模型工業会
- 日本鉄道模型協会
- 日本空気入ビニール製品工業組合
- 日本プラモデル工業協同組合
- キックスケーター協会
- 日本ゴルフ用品協会
- 日本スキー産業振興協会
- 全日本武道具協同組合
- 全国ベビー&シルバー用品連合会
- 全日本ベッド工業会
- 日本ベビーベッド工業会
- 日本ペット用品工業会
- 日本喫煙具協会
- 日本防衛装備工業会
- 日本エステティック工業会
- 日本電動式遊技機工業協同組合
- 日本新遊技機開発工業会
- 日本遊技機工業組合
- 全国団扇扇子カレンダー協議会
- 日本ガスライター振興会
- 日本燐寸工業会
- 日本マッチテラル
- 日本洋傘振興協議会
- 日本アミューズメントマシン工業協会
- 浄水器協会
- 道路反射鏡協会
- 日本家具産業振興会
- 日本オフィス家具協会
- 日本ガス石油機器工業会
- 日本接着剤工業会
- 日本粘着テープ工業会
- 日本猟用資材工業会